# قائمة الأدوية الأساسية النموذجية لمنظمة الصحة العالمية

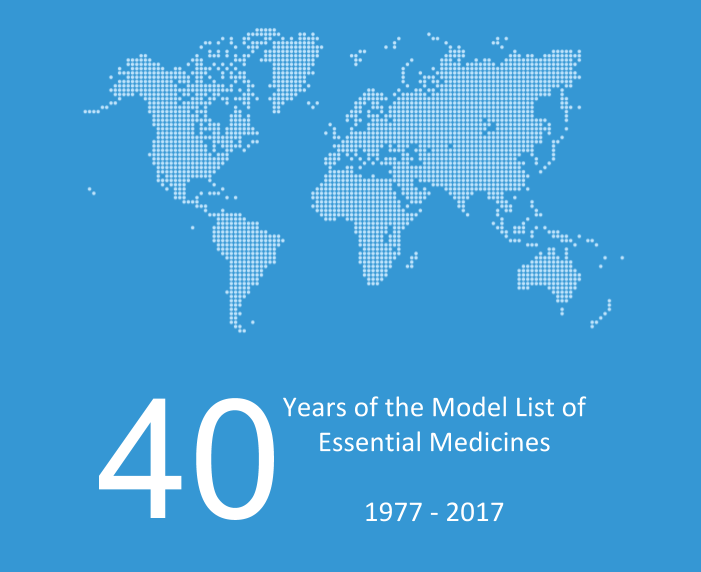
يُصادف عام 2017 الذكرى الأربعين لقائمة الأدوية الأساسية النموذجية لمنظمة الصحة العالمية.

قائمة الأدوية الأساسية النموذجية لمنظمة الصحة العالمية (بالإنجليزية: WHO Model List of Essential Medicines) وتدعى اختصارًا EML، هي قائمة نشرتها منظمة الصحة العالمية، وتحتوي على الأدويةِ الأكثرِ فعاليةً وأماناً في تلبيةِ أهمِ احتياجاتِ نظامِ الرعايةِ الصحية. تُستعملُ هذه القائمة كثيرًا في الدولِ للمساعدةِ على تطويرِ قوائمَ محليةٍ للأدوية الأساسية. منذُ عام 2016، قامت 156 دولة على الأقل بإنشاءِ قوائمَ محليةٍ وطنية للأدويةِ الأساسية مُعتمدةً على القائمة النموذجية لمنظمة الصحة العالمية، وتشمل دولًا مُتقدمة وأُخرى نامية.
تُقسَمُ القائمةُ إلى عناصرَ أساسيةٍ وأُخرى تكميلية. تُعتبر العناصر الأساسية الخيارات الأكثرُ فعالية من حيث التكلفة للمشاكل الصحية الرئيسية ويُمكنُ استخدامها في ظلِ مواردِ الرعاية الصحية الإضافية القليلة، أما العناصر التكميلية فهي إما تمتلكُ نسبة تكلفة-فائدة مُنخفضة، أو تتطلبُ بنية تحتية إضافية مثل مقدمي رعاية صحية مُدرَّبينَ بشكلٍ خاص أو معداتِ تشخيص. حوالي 25% من العناصر هي في القائمة التكميلية، وهُنالكَ أدوية مُدرجة ضمن القائِمتين. بالرغم من أنَّ مُعظم الأدوية المدرجة في القائمة تتوافر كدواءٍ جنيس، إلا أنها تَخضع لبراءة الاختراع وهذا لا يستبعدُ إدراجها.
نُشرت أولُ قائمة في عام 1977 حيثُ تضمنت 212 دواءً، وتقوم منظمة الصحة العالمية بتحديثِ القائمة كل سنتين. نُشرت القائمة الرابعة عشرة في عام 2005 وتضمنت 306 دواءً، وفي عام 2015 نُشرت النسخة التاسعة عشرة حيثُ احتوت على 410 دواءً. نُشرت النسخة العشرين في عام 2017، وتَضُم 433 دواء. نُشرت النسخة الواحدة والعشرين في عام 2019. تحتوي القوائم المحلية على ما بين 334-580 دواء. حُدثّت قائمة الأدوية في يوليو 2023 إلى إصدارها الثالث والعشرين.
أُنْشِئت قائمةٌ مُنفصلة للأطفال تحتَ سنِ 12 عامًا وتُعرف باسم قائمة الأدوية الأساسية النموذجية لمنظمة الصحة العالمية الخاصة بالأطفال، حيثُ أنشِئت عام 2007 في نسختها السابعة، وتهدفُ للتأكيد على احتياجاتِ الأطفال بشكلٍ منظم مثل توافرِ تركيباتٍ مُناسبة. جميع الأدوية في قائمة الأطفال مُضمنة في القائمة الرئيسية. ترتكز القائمة والملاحظات على الطبعة التاسعة عشرة والواحدة والعشرين من القائمة الرئيسية، أما ألفا فهي تُشيرُ إلى أنَّ الدواء ضمن القائمة التكميلية فقط. نُشرت القائمة التاسعة للأدوية الأساسية للأطفال في يوليو 2023.

## مخدِّرات

### المخدِّرات العامة والأكسجين

#### أدوية استنشاقية
- هالوثان
- آيزوفلوران
- أكسيد النيتروز
- العلاج بالأكسجين

#### أدوية قابلة للحقن
- كيتامين
- بروبوفول[ملاحظة 1]

### المخدِّرات الموضعية
- بوبيفاكايين
- ليدوكائين
- ليدوكائين
- إفيدرينα (ليس مُخدر موضعي، ولكن يتواجد ضمن هذه القائمة لِمنعِ انخفاض ضغط الدم المُرتبط بالتخدير النخاعي خلال الولادة القيصرية)

### أدوية سابقة للجراحة ومُخدِرات الإجراءات قصيرة المُدة
- أتروبين
- ميدازولام
- مورفين

### غازات طبية
- الأكسجين[ملاحظة 2]

## أدوية الألم والعناية التلطيفية

### أدوية لاأفيونية لاستيرويدية مضادة للالتهاب

صيغة هيكلية للتركيب الكيميائي للأسبرين

- حمض أسيتيل ساليسيليك (أسبرين)
- إيبوبروفين
- باراسيتامول[ملاحظة 3] (أسيتامينوفين)

### مسكنات أفيونية
- كودين
- فينتانيل[ملاحظة 4]
- مورفين[ملاحظة 5]
- ميثادونα[ملاحظة 4]

### أدوية للأعراض الأخرى الشائعة في العناية التلطيفية
- أميتربتيلين
- سيكليزين
- ديكساميتازون
- ديازيبام
- دوكوسات الصوديوم
- فلوكسيتين
- هالوبيريدول
- بوتيل سكوبول أمين
- هيوسين
- لاكتولوز
- لوبيراميد
- ميتوكلوبراميد
- ميدازولام
- أوندانسيترون
- سنا

## مضادات الحساسية والأدوية المستخدمة في صدمة الحساسية المفرطة
- ديكساميتازون
- إبينيفرين (أدرينالين)
- هيدروكورتيزون
- لوراتادين[ملاحظة 6]
- بريدنيزولون

## الترياقات والمواد الأخرى المُستخدمة في التسمم

### لانوعية
- فحم منشط

### نوعية
- أسيتيل سيستئين
- أتروبين
- غلوكونات الكالسيوم
- كلوريد الميثيلثيونينيوم (أزرق الميثيلين)
- نالوكسون
- بنيسيلامين
- زرقة بروسيا
- نتريت الصوديوم
- ثيوسلفات الصوديوم
- ديفيروكسامينα
- ثنائي المركابرولα
- فومبيزولα
- إيديتات الكالسيوم الصوديةα
- سكسيمرα

## مضادات الاختلاج
- كاربامازيبين
- ديازيبام
- لاموتريجين[ملاحظة 7]
- لورازيبام
- كبريتات المغنيسيوم[ملاحظة 8]
- ميدازولام
- فينوباربيتال
- فينيتوين
- حمض الفالبرويك (فالبروات الصوديوم)
- إيثوسوكسيميدα

## مضادات العدوى

### طاردات الديدان

#### طاردات الديدان المعوية

نموذج هيكلي للتركيب الكيمائي للألبيندازول

- ألبيندازول
- إيفيرمكتين
- ليفاميزول
- ميبيندازول
- نيكلوزاميد
- برازيكوانتيل
- بيرانتيل

#### مضادات الفيلاريا
- ألبيندازول
- ثنائي إيثيل كاربامازين
- إيفيرمكتين

#### مضادات البلهارسيات ومضادات الممسودات الأخرى
- برازيكوانتيل
- ثلاثي الكلابيندازول
- أوكسامنيكوينα[ملاحظة 9]

### مضادات حيوية

#### مجموعة الوصول
- أميكاسين
- أموكسيسيلين
- أموكسيسيلين/حمض الكلافولانيك (أموكسيسيلين + حمض الكلافولينيك)
- أمبيسيلين
- بنزاثين بنزيل بنسيلين
- بنزيل بنسيلين
- سيفالكسين
- سيفازولين[ملاحظة 10]
- كلورامفينيكول
- كليندامايسين
- كلوكساسلين[ملاحظة 11]
- دوكسيسايكلين
- جنتاميسين
- مترونيدازول
- نيتروفورانتوين
- فينوكسي ميثيل بنسيلين (بنسلين V)
- بروكاين بنزيل بنسيللين[ملاحظة 12]
- سبكتينومايسن
- تريميثوبريم/سلفاميثوكسازول[ملاحظة 13]

#### مجموعة المتابعة
- أزيثرومايسين[ملاحظة 14]
- سيفيكزيم[ملاحظة 15]
- سيفوتاكسيم[ملاحظة 16]
- سيفترياكسون[ملاحظة 17]
- سيفيوروكزيم
- سيبروفلوكساسين
- كلاريثروميسين[ملاحظة 18]
- بيبراسيلين/تازوباكتام
- فانكوميسين
- سيفتازيديمα
- ميروبينمα[ملاحظة 19]
- فانكوميسينα

#### المجموعة الاحتياطية
- سيفتازيديم/أفيباكتامα
- كوليستينα
- فوسفوميسينα
- لنزوليدα
- ميروبينيم/فابورباكتامα
- بلازوميسين α
- بوليميكسين بα

#### مضادات الجذام
- كلوفازيمين
- دابسون
- ريفامبيسين

#### مضادات السل
- إيثامبوتول

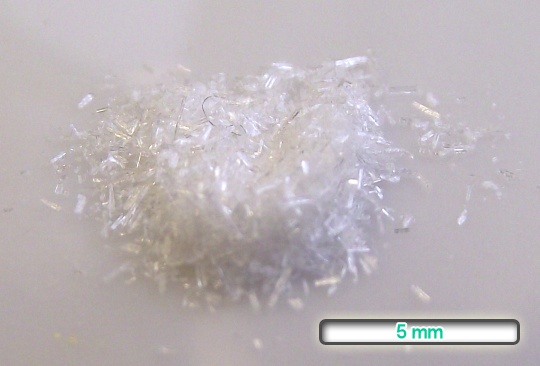
بلورات نقية من الإيثامبوتول

- إيثامبوتول/آيزونيازيد/بيرازيناميد/ريفامبيسين (إيثامبوتول + آيزونيازيد + بيرازيناميد + ريفامبيسين)
- إيثامبوتول/آيزونيازيد/ريفامبيسين (إيثامبوتول + آيزونيازيد + ريفامبيسين)
- آيزونيازيد
- آيزونيازيد/بيرازيناميد/ريفامبيسين (آيزونيازيد + بيرازيناميد + ريفامبيسين)
- آيزونيازيد/ريفامبيسين (آيزونيازيد + ريفامبيسين)
- بيرازيناميد
- ريفابوتين[ملاحظة 20]
- ريفامبيسين
- ريفابنتين[ملاحظة 21]
- أميكاسينα
- أموكسيسيلين/حمض الكلافولانيكα[ملاحظة 22]
- بيداكيلينα
- كلوفازيمينα
- سيكلوسيرينα[ملاحظة 23]
- دلامانيدα
- إثيوناميدα[ملاحظة 24]
- ليفوفلوكساسينα[ملاحظة 25]
- لنزوليدα
- ميروبينمα[ملاحظة 26]
- موكسيفلوكساسين
- 4-أمينو حمض الساليسيليكα
- ستربتوميسينα

### مضادات الفطريات
- أمفوتيريسين ب
- كلوتريمازول
- فلوكونازول
- فلوسيتوزين
- غريسيوفولفين
- إيتراكونازول[ملاحظة 27]
- نيستاتين
- فوريكونازول[ملاحظة 28]
- يوديد البوتاسيومα

### مضادات الفيروسات

#### مضادات الهربس
- آسيكلوفير

#### مضادات الفيروسات القهقرية

##### مثبطات الناسخة العكسية للنوكليوتيد/النوكليوزيد
- أباكافير (ABC)
- لاميفودين (3TC)
- تينوفوفير (TDF)
- زيدوفودين (ZDV or AZT)

##### مثبطات الناسخة العكسية للانوكليوزيد
- إيفافيرينز (EGV or EFZ)
- نيفيرابين (NVP)

##### مثبطات البروتياز

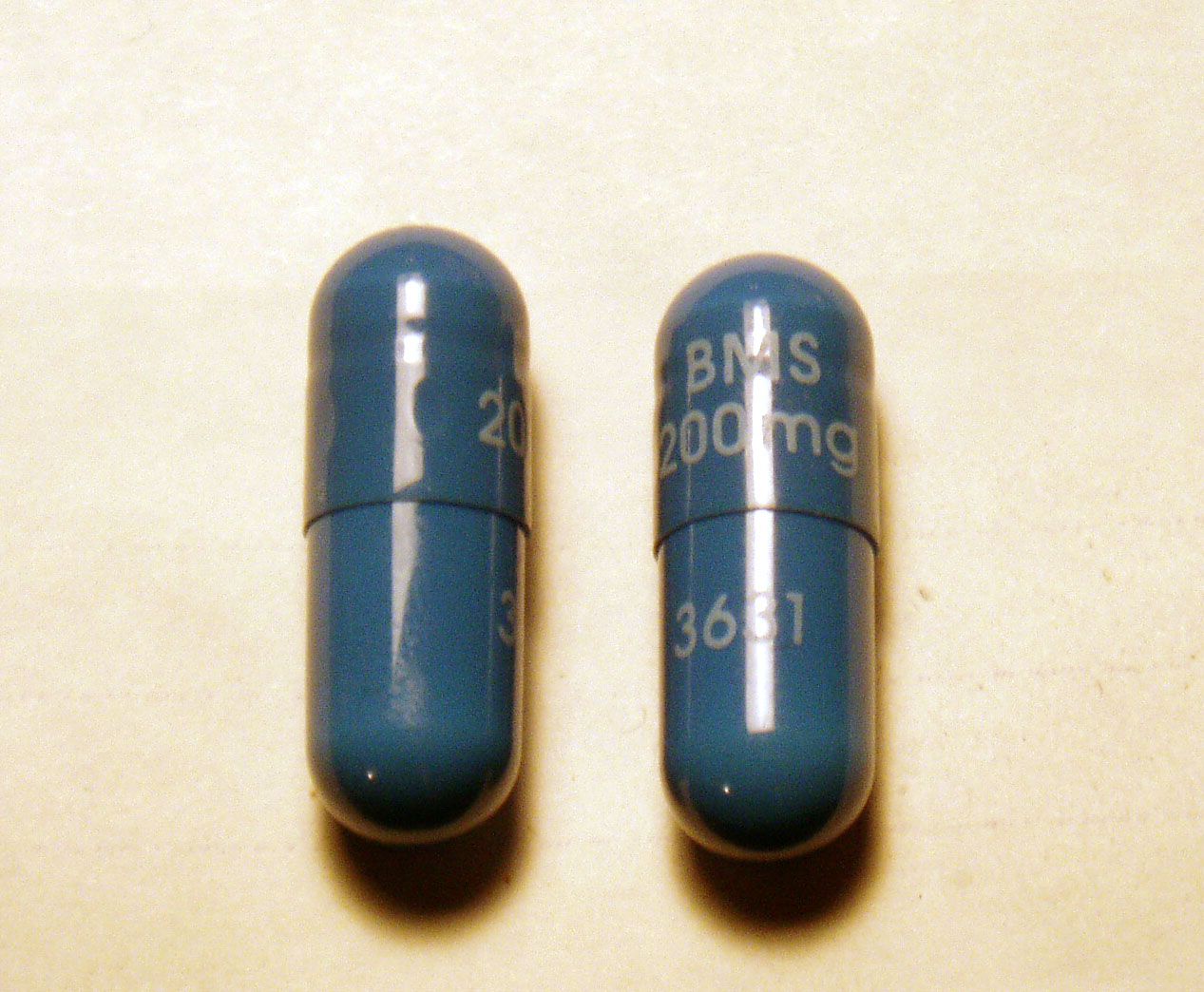
كبسولتين أتازانافير

- أتازانافير
- أتازانافير/ريتونافير
- دارونافير
- لوبينافير/ريتونافير (LPV/r)
- ريتونافير

##### مثبطات الإنزيم مدمج
- دولوتغرافير
- رالتغرافير[ملاحظة 29]

##### مركبات الجرعة الثابتة
- أباكافير/لاميفودين
- دولوتغرافير/لاميفودين/تينوفوفير (دولوتغرافير + لاميفودين + تينوفوفير)
- إمتريسيتابين/تينوفوفير/إيفافيرينز[ملاحظة 30]
- إيفافيرينز/لاميفودين/تينوفوفير
- تينوفوفير/إمتريسيتابين[ملاحظة 30]
- لاميفودين/نيفيرابين/زيدوفودين
- لاميفودين/زيدوفودين

##### أدوية للوقاية من العدوى الانتهازية المرتبطة بفيروس نقص المناعة البشرية
- إيزونيازيد/بيريدكسين/سلفاميثوكسازول/تريميثوبريم

##### مضادات فيروسية أُخرى
- ريبافيرين[ملاحظة 31]
- فال قانسيكلوفير[ملاحظة 32]
- أوسيلتاميفيرα[ملاحظة 33]

#### أدوية التهاب الكبد ب
مثبطات الناسخة العكسية للنوكليوتيد/النوكليوزيد
- إنتيكافير
- تينوفوفير (TDF)

#### أدوية التهاب الكبد ج
مضادات فيروسية مباشرة المفعول شاملة للنمط الجيني
- داكلاتازفر[ملاحظة 34]
- غليكابريفير/بيبرنتاسفير
- سوفوسبوفير[ملاحظة 35]
- فلباتاسفير/سوفوسبوفير

مضادات فيروسية مباشرة المفعول غير شاملة للنمط الجيني
- داسابوفير
- ليديباسفير/سوفوسبوفير
- أمبيتاسفير/باريتابريفير/ريتونافير

مضادات فيروسية لالتهاب الكبد ج
- ريبافيرين[ملاحظة 36]
- بيغنتيرفيرون – ألفا – 2أ أو بيغنتيرفيرون – ألفا – 2بα[ملاحظة 37]

### مضادات الأوليات

#### مضادات أميبية ومضادات داء الجيارديات
- ديلوكسانيد
- مترونيدازول

#### مضادات داء الليشمانيات
- أمفوتيريسين ب
- ميلتيفوسين
- بارومومايسين
- ستيبوجلوكونات الصوديوم أو أنتيمونيات الميغلومين

#### مضادات الملاريا

##### للمعالجة الشافية
- أموياكوين[ملاحظة 38]
- أرتيميثر[ملاحظة 39]
- أرتيميثر/لوميفانترين[ملاحظة 40]
- أرتيسونات[ملاحظة 41]
- الأرتيسونات/أموياكوين[ملاحظة 42]
- أرتيسونات/مفلوكوين
- أرتيسونات/بيروناريدين
- كلوروكين[ملاحظة 43]
- ديهيدروارتيميسينين/بيبيراكين
- دوكسيسايكلين[ملاحظة 44]
- مفلوكوين[ملاحظة 38]
- بريماكين[ملاحظة 45]
- كينين[ملاحظة 46]
- سلفادوكسين/بيريميثامين[ملاحظة 47]

##### للوقاية
- أموياكوين + سلفادوكسين/بيرميثامين
- كلوروكين[ملاحظة 48]
- دوكسيسايكلين
- مفلوكوين
- بروغوانيل[ملاحظة 49]
- سلفادوكسين/بيرميثامين

#### مضادات داء المتكيسات الرئوية ومضادات داء المقوسات
- بيريميثامين
- سولفاديازين
- تريميثوبريم/سلفاميثوكسازول
- بينتاميدينα

#### مضادات المثقبيات

##### داء المثقبيات الأفريقية
- فيكسينيدازول[ملاحظة 50]

###### المرحلة الأولى
- بينتاميدين[ملاحظة 51]
- سورامين[ملاحظة 52]

###### المرحلة الثانية
- إفلورنيتين[ملاحظة 51]
- ميلارسوبرول
- نيفورتيموكس[ملاحظة 53]

##### داء المثقبيات الأمريكية
- بنزنيدازول
- نيفورتيموكس

#### أدوية عدواى الطفيليات الخارجية
- إيفيرميكتين

### أدوية لعلاج مرض فيروس الإيبولا
- أنسوفيماب
- أتولتيفيماب/مافتيفيماب/أوديسيفيماب (أتولتيفيماب + مافتيفيماب + أوديسيفيماب)

### أدوية لعلاج مرض كوفيد-19
لا توجد قوائم في هذا القسم.

## مضادات الصداع النصفي

### النوبات الحادة
- حمض أسيتيل ساليسيليك (أسبرين)
- إيبوبروفين
- باراسيتامول (أسيتامينوفين)

### الوقاية
- بروبرانولول

## مضادات الأورم ومعدلات المناعة

### معدلات المناعة للأمراض غير الخبيثة
- أداليمومابα[ملاحظة 54]
- آزاثيوبرينα
- سيكلوسبورينα

### مضادات الأورم وأدوية داعمة

#### الأدوية السامة للخلايا
- أكسيد الزرنيخ الثلاثيα
- أسباراجينيزα
- بينداميوستينα
- بليومايسينα
- حمض الفولينيكα
- كابسيتابينα
- كاربوبلاتينα
- كلورامبوسيلα
- سيسبلاتينα
- سيكلوفوسفاميدα
- سيتارابينα
- داكاربزينα
- داكتينومايسينα
- داونوروبيسينα
- دوسيتاكسيلα
- دوكسوروبيسينα
- إيتوبوسيدα
- فلودارابينα
- فلورويوراسيلα
- جيمسيتابينα
- هيدروكسي يورياα
- إيفوسفامايدα
- إرينوتيكانα
- ميلفالانα
- مركابتوبورينα
- ميثوتركسيتα
- أوكساليبلاتينα
- باكليتاكسيلα
- بيغاسبارغازα[ملاحظة 55]
- بروكاربازينα
- تركيبة رهج الغار النيلي الطبيعي–إنديروبينα
- تيوغوانينα
- فينبلاستينα
- فينكريستينα
- فينورلبينα

#### علاجات موجهة
- تريتينوين (تريتينوين) (ATRA)α
- بورتيزوميبα
- داساتينيبα
- إرلوتينيبα[ملاحظة 56]
- إيماتينبα
- نيلوتينيبα
- ريتوكسيمابα[ملاحظة 55]
- تراستوزومابα[ملاحظة 55]

#### معدلات المناعة
- فيلغراستيمα
- ليناليدوميدα
- نيفولومابα[ملاحظة 57]
- ثاليدوميدα

#### الهرمونات ومضاداتها
- أبيراتيرونα
- أناستروزولα
- بيكالوتاميدα
- ديكساميتازونα
- هيدروكورتيزونα
- ليوبرورلينα
- ميثيلبريدنيزولونα
- بريدنيزولونα
- تاموكسيفينα

#### أدوية داعمة
- ألوبيورينولα
- ميسناα
- حمض زوليدرونيكα

## مضادات باركنسونية
- بيبيريدين
- كربيدوبا/ليفودوبا (ليفودوبا + كربيدوبا)

## أدوية تؤثر على الدم

### مضادات فقر الدم
- ملح الحديدوز
- ملح الحديدوز/حمض الفوليك
- حمض الفوليك
- هيدروكسوبالامين
- عامل محفز لتكوين الكريات الحمرα

### أدوية تؤثر على التخثر
- دابيغاتران[ملاحظة 58]
- إينوكسابارين[ملاحظة 59]
- هيبارين
- فيتوميناديون
- سلفات البروتامين
- حمض الترانيكساميك
- وارفارين
- دزموبريسينα

### أدوية أخرى للاعتلالات الهيموغلوبينية
- ديفيروكسامينα[ملاحظة 60]
- هيدروكسي يورياα

## منتجات الدم وبدائل البلازما ذات الأصل البشري

### الدم ومكوناته

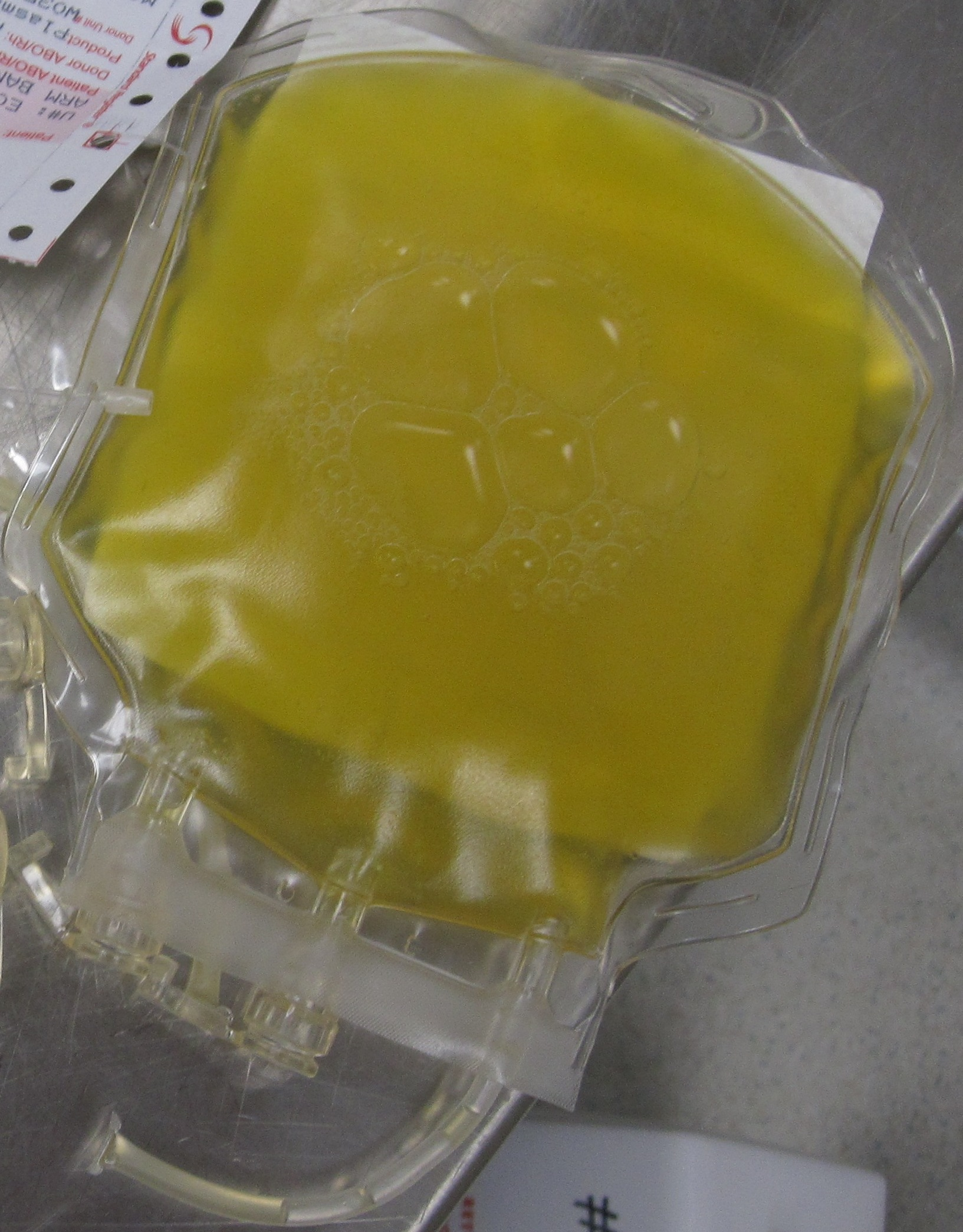
كَيس يحتوي على وحدة من البلازما المتجمدة الجديدة

- بلازما متجمدة جديدة
- نقل الصفائح الدموية
- كريات الدم الحمراء المكدسة
- دم كامل

### أدوية مشتقة من البلازما

#### غلوبولينات مناعية بشرية
- الجلوبيولين المناعي Rho(دي) (جلوبيولين مناعي مضاد D)
- غلوبيولين مناعي لداء الكلب
- غلوبيولين مناعي مضاد للكزاز
- معالجة بالغلوبيولين المناعيα

#### عوامل تخثر الدم
- عامل التجلط الثامنα
- عامل التجلط التاسعα

### بدائل البلازما
- ديكستران 70[ملاحظة 61]

## أدوية قلبية وعائية

### مضادات الذبحة
- بيسوبرولول[ملاحظة 62]
- ثلاثي نترات الغليسيريل
- آيزوسوربايد ثنائي النترات
- فيراباميل

### مضادات اضطراب النظم
- بيسوبرولول[ملاحظة 62]
- ديجوكسين
- إبينيفرين (أدرينالين)
- ليدوكائين
- فيراباميل
- أميودارونα

### مضادات فرط ضغط الدم
- أملوديبين
- بيسوبرولول[ملاحظة 63]
- إنالابريل
- هيدرالازين[ملاحظة 64]
- هيدروكلورثيازيد
- ليزينوبريل/أملوديبين (ليزينوبريل + أملوديبين)
- ليسينوبريل/هيدروكلوروثيازيد
- لوسارتان
- مثيلدوبا[ملاحظة 65]
- تلميسارتان/أملوديبين (تلميسارتان + أملوديبين)
- تلميسارتان/هيدروكلوروثيازيد
- نتروبروسيد الصوديومα

### أدوية تُستخدم في فشل القلب
- بيسوبرولول[ملاحظة 62]
- ديجوكسين
- إنالابريل
- فوروسيميد
- هيدروكلورثيازيد
- لوسارتان
- سبيرونولاكتون
- دوبامين (دواء)α

### مضادات الخثار

#### مضادات الصفيحات
- حمض أسيتيل ساليسيليك (أسبرين)
- كلوبيدوغريل

#### أدوية حالة للخثرة
- ألتيبلازα
- ستربتوكينازα

### عوامل خافضة للشحوم
- سيمفاستاتين[ملاحظة 66]

## أدوية جلدية (موضعية)

### مضادات الفطريات
- ميكونازول
- ثنائي كبريتيد السيلينيوم
- ثيوسلفات الصوديوم
- تيربينافين

### مضادات العدوى
- موبيروسين
- برمنغنات البوتاسيوم
- سلفاديازين الفضة

### مضادات الالتهاب ومضادات الحكة
- بيتاميثازون
- كالامين
- هيدروكورتيزون

### أدوية تؤثر على تكاثر وتمايز الجلد
- بيروكسيد البنزويل
- قطران الفحم
- فلورويوراسيل
- راتنج البودوفيلوم
- حمض الساليسليك
- كريم محتوي على اليوريا

### مضادات الجرب ومضادات القمل
- بنزوات البنزيل
- بيرمثرين

## عوامل التشخيص

### أدوية العيون
- فلوريسئين
- تروبيكاميد

### مواد ظليلة (عتيمة للأشعة)
- أميدوتريزوات
- كبريتات الباريوم
- يوهكسول
- يوتروكسيت الميغلومينα

## المطهرات والمعقمات

### المعقمات
- كلورهيكسيدين
- إيثانول
- بوفيدون يودي

### المطهرات
- كحول تستند على فرك اليد
- مركبات طات أساس كلوري
- كلوروزايلينول
- غلوتارال

## مدرات البول
- أميلوريد
- فوروسيميد
- هيدروكلورثيازيد
- مانيتول
- سبيرونولاكتون

## أدوية هضمية
- إنزيمات بنكرياسيةα

### مضادات التقرح
- أوميبرازول
- رانيتيدين

### مضادات القيء
- ديكساميتازون
- ميتوكلوبراميد
- أوندانسيترون

### مضادات الالتهاب
- سلفاسالازين
- هيدروكورتيزونα

### ملينات
- غليكوزيد سنامكي

### أدوية الإسهال

#### إمهاء فموي
- أملاح الإمهاء الفموي

#### أدوية الإسهال في الأطفال
- كبريتات الزنك[ملاحظة 67]

## أدوية الاضطرابات الصماوية

### هرمونات الغدة الكظرية والبدائل الصناعية
- فلودروكورتيزون
- هيدروكورتيزون

### أندروجينات
- تستوستيرونα

### بروجستيرونات
- أسيتات ميدروكسي بروجستيرون

### أدوية السكري

#### الإنسولينات
- أنسولين نظامي
- إنسولين متوسط المفعول

#### العوامل الفموية لنقص سكر الدم
- غليكلازيد[ملاحظة 68]
- ميتفورمين

#### أدوية نقص سكر الدم
- غلوكاغون
- ديازوكسيدα

### هرمونات الغدة الدرقية والأدوية المضادة لنشاط الدرقية
- ليفوثيروكسين
- يوديد البوتاسيوم
- ميثيمازول[ملاحظة 69]
- بروبيل ثيوراسيل[ملاحظة 70]
- يود مائيα

## أدوية مناعية

### عوامل التشخيص
- توبركولين، مشتق بروتيني منقى

### الأمصال والغلوبولينات المناعية
- غلوبولين مناعي مضاد للسمم[ملاحظة 71]
- ضد ذيفان الخناق

### اللقاحات
- لقاح بي سي جي
- لقاح الكوليرا[ملاحظة 72]
- لقاح الضنك[ملاحظة 72]
- لقاح الخناق
- لقاح المستدمية النزلية النوع ب
- لقاح التهاب الكبد أ[ملاحظة 72]
- لقاح التهاب الكبد الفيروسي ب
- لقاح فيروس الورم الحليمي البشري
- لقاح الإنفلونزا[ملاحظة 73]

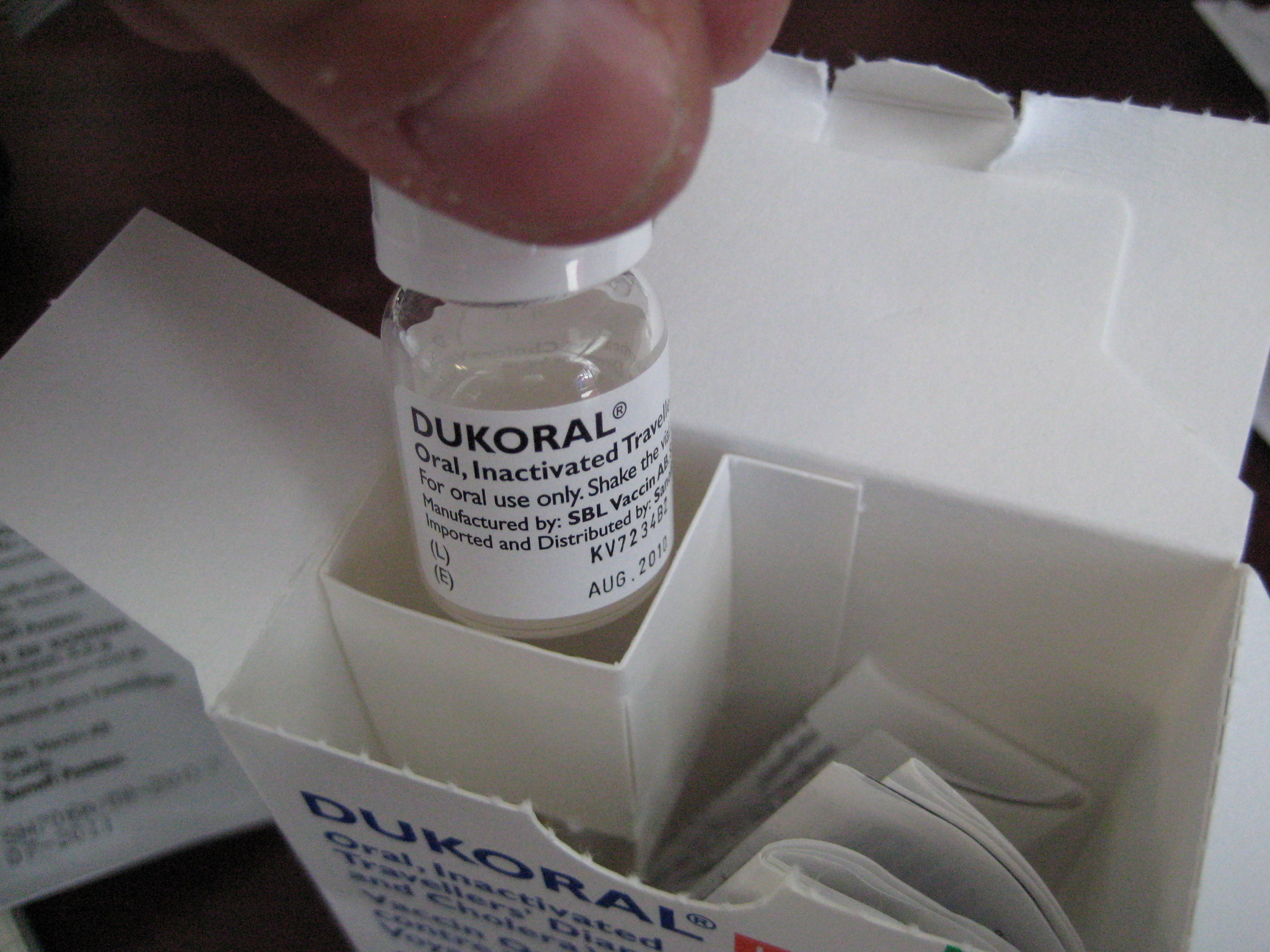
زجاجة لُقاح الكوليرا عبر الفَم

- لقاح التهاب الدماغ الياباني المنشأ[ملاحظة 74]
- لقاح الحصبة
- لقاح المكورات السحائية[ملاحظة 72]
- لقاح النكاف[ملاحظة 73]
- لقاح السعال الديكي
- لقاح المكورة الرئوية
- لقاح شلل الأطفال
- لقاح داء الكلب[ملاحظة 72]
- لقاح الفيروس العجلي
- لقاح الحصبة الألمانية
- لقاح الكزاز
- لقاح التهاب الدماغ المحمول بالقراد[ملاحظة 74]
- لقاح التيفوئيد[ملاحظة 72]
- لقاح جدري الماء[ملاحظة 73]
- لقاح الحمى الصفراء[ملاحظة 74]

## مرخيات العضلات (تعمل بشكلٍ خارجي) ومثبطات الكولينستيراز
- أتراكوريوم
- نيوستغمين
- سكسنيل كولين
- فيكورونيوم
- بيريدوستيغمينα

## مستحضرات العيون

### مضادات العدوى
- آسيكلوفير
- أزيثرومايسين
- إريثروميسين[ملاحظة 75]
- جنتاميسين
- ناتاميسين
- أوفلوكساسين
- تيتراسايكلن

### مضادات الالتهاب
- بريدنيزولون

### مُخدرات موضعية
- تيتراكائين

### مضيقات الحدقة ومضادات الزرق
- أسيتازولاميد
- لاتانوبروست
- بيلوكاربين
- تيمولول

### موسعات الحدقة
- أتروبين[ملاحظة 76]
- إبينيفرين (أدرينالين)α

### مضادات عامل النمو البطاني الوعائي
- بيفاسيزومابα

## أدوية الصحة الإنجابية والرعاية قرب الولادة

### مانعات الحمل

#### مانعات الحمل بالهرمونات الفموية
- إيثينيل إستراديول/ليفونورجيستريل
- إيثينيل إستراديول/نوريثيستيرون
- ليفونورغيستريل
- أسيتات الوليبرستال

#### مانعات الحمل بالهرمونات القابلة للحقن
- سيبيونات الإستراديول/أسيتات المدروكسي بروجستيرون
- أسيتات ميدروكسي بروجستيرون
- نوريثيستيرون إينانثات

#### لوالب رحمية
- لولب رحمي نحاسي
- لولب هرموني

#### وسائل العزل
- عوازل ذكرية
- عوازل أنثوية

#### مانعات الحمل القابلة للغرس
- غرسة مطلقة للإتونوجيستريل
- غرسة مطلقة لليفونوجيستريل

#### مانعات الحمل داخل المهبل
- حلقة المهبل البروجستيرونية[ملاحظة 77]

### محفزات التبويض
- كلوميفينα

### موترات الرحم
- كاربيتوسين
- إيرغومترين
- ميفيبريستون يُستخدم مع الميزوبروستول[ملاحظة 78]
- ميزوبروستول[ملاحظة 79]
- أوكسيتوسين

### مضادات معجلات الولادة (حالات المخاض)
- نيفيديبين

### أدوية تُعطى للأم
- ديكساميثازون
- حمض الترانيكساميك

### أدوية تُعطى للرضيع
- سترات الكافيين
- كلورهيكسيدين
- إيبوبروفينα
- بروستاغلاندين Eα
  - بروستاغلاندين E1
  - بروستاغلاندين E2
- الفاعل بالسطح الرئويα

## محاليل الديلزة البريتونية
- محلول الديلزة داخل البريتون (بتكوينٍ مُناسب)α

## أدوية الاضطرابات النفسية والسلوكية

### أدوية تستخدم في الاضطرابات الذهانية
- كلوربرومازين
- فلوفينازين
- هالوبيريدول
- ريسبيريدون
- كلوزابينα

### أدوية تستخدم في اضطرابات المزاج

#### أدوية تستخدم في الاضطرابات الاكتئابية
- أميتربتيلين
- فلوكسيتين

#### أدوية تستخدم في الاضطرب ذو الاتجاهين
- كاربامازيبين
- كربونات الليثيوم
- حمض الفالبرويك (فالبروات الصوديوم)

### أدوية تستخدم في اضطرابات القلق
- ديازيبام

### أدوية تستخدم في الاضطرابات الوسواسية القهرية
- كلوميبرامين

### أدوية تستخدم في الاضطرابات الناجمة عن استعمال المواد نفسية المفعول
- معالجة النيكوتين بالإعاضة
- ميثادونα[ملاحظة 80]

## أدوية تعمل على الجهاز التنفسي

### مضادات الربو وأدوية داء الانسداد الرئوي المزمن
- ديبروبيونات البكلوميتازون
- بوديزونيد
- بوديزونيد/فورموتيرول
- إبينفرين (أدرينالين)
- إبراتروبيوم بروميد
- سالبوتامول (ألبوتيرول)
- بروميد التيوتروبيوم

## محاليل تُصحح اضطرابات الماء والكهرل والحمض-قاعدة

### فمويًا
- أملاح الإمهاء الفموي
- كلوريد البوتاسيوم

### حقنًا
- غلوكوز
- غلوكوز مع كلوريد الصوديوم
- كلوريد البوتاسيوم
- كلوريد الصوديوم
- كربونات الصوديوم الهيدروجينية
- محلول رينغر اللاكتاتي

### مُتفرقات
- ماء للحقن

## الفيتامينات والمعادن
- فيتامين ج
- كالسيوم
- كوليكالسيفيرول[ملاحظة 81]
- إرغوكالسيفيرول
- اليود
- نيكوتيناميد
- بيريدوكسين
- رتينول
- فيتامين ب2
- فلوريد الصوديوم
- فيتامين ب1
- غلوكونات الكالسيومα

## أدوية الأنف والأنف والأذن والحنجرة
- حمض الأسيتيك
- بيوديسونيد
- سيبروفلوكساسين
- زايلوميتازولين

## أدوية أمراض المفاصل

### أدوية تستخدم لعلاجِ النقرس
- ألوبيورينول

### عوامل مُعدلة للمرض تُستخدم في الاضطرابات الروماتويدية
- كلوروكين
- آزاثيوبرينα
- هيدروكسي كلوروكوينα
- ميثوتركسيتα
- بنيسيلامينα
- سلفاسالازينα

### أمراض مفاصل الأَحْداث
- أسبرين[ملاحظة 82]

## قراءات أخرى
- الوصفات النموذجية لمنظمة الصحة العالمية 2008 (PDF). منظمة الصحة العالمية. 2009. ISBN:9789241547659. مؤرشف من الأصل (PDF) في 2019-12-19.
- اختيار واستخدام الأدوية الأساسية: التقرير العشرين للجنة خبراء منظمة الصحة العالمية لعام 2015 (تتضمن النسخة التاسعة عشر من قائمة الأدوية الأساسية النموذجية لمنظمة الصحة العالمية والنسخة الخامسة لقائمة الأدوية الأساسية النموذجية لمنظمة الصحة العالمية الخاصة بالأطفال) (PDF). منظمة الصحة العالمية. 2015. ISBN:9789240694941. مؤرشف من الأصل (PDF) في 2017-05-05.
- اختيار الأدوية الأساسية واستخدامها: تقرير لجنة خبراء منظمة الصحة العالمية، 2017 (بما في ذلك قائمة منظمة الصحة العالمية النموذجية للأدوية الأساسية العشرين والقائمة النموذجية السادسة للأدوية الأساسية لمنظمة الصحة العالمية للأطفال). منظمة الصحة العالمية (WHO). 2017. ISBN:978-92-4-121015-7. مؤرشف من الأصل في 2019-04-19.